# Frontiera a Nord-Ovest
Frontiera a Nord-Ovest (North West Frontier) è un film del 1959 di produzione britannica diretto da J. Lee Thompson.
Negli Stati Uniti il film è uscito con il titolo Flame Over India.